# Trident Racing
Trident Racing ist ein italienischer Motorsport-Rennstall, welcher seit der Gründung 2006 in verschiedenen Rennserien und insbesondere in der GP2-Serie aktiv ist. Im Jahr 2021 ist das Team in der FIA-Formel-2-Meisterschaft und in der FIA-Formel-3-Meisterschaft aktiv. Trident Racing hat sein Hauptquartier in San Pietro Mosezzo. Teamchef und Besitzer von Trident Racing ist der Musikproduzent Maurizio Salvadori.

## Trident Racing in der GP2-Serie

### Saison 2006
Ein Jahr nach Gründung der GP2-Serie stieg Trident Racing zur Saison 2006 ein. Als Fahrer wurden der ehemalige Formel-1-Rennfahrer Gianmaria Bruni und Andreas Zuber verpflichtet. Bruni gewann die Hauptrennen in Imola und Hockenheim, Zuber gelang ein Sieg beim Sprintrennen in Istanbul. Am Saisonende belegte Bruni den siebten Gesamtrang und Zuber den 14. Gesamtrang; in der Teamwertung belegte das Team den sechsten Platz.

### Saison 2007
Für das zweite Jahr in der GP2-Serie verpflichtete Trident Racing den Venezolaner Pastor Maldonado und den Japaner Kōhei Hirate. Maldonado gelang in Monte Carlo ein prestigeträchtiger Sieg für Trident Racing. Im weiteren Saisonverlauf erzielten sowohl Hirate, als auch Maldonado einen zweiten Platz. Auf Grund eines Schlüsselbeinbruchs musst Maldonado seine bis dahin gut verlaufene Saison vorzeitig beenden. Er wurde durch Ricardo Risatti und Sergio Hernández bei den letzten Saisonrennen vertreten. Bester Trident Racing Pilot in der Gesamtwertung wurde Maldonado mit Platz elf. Dahinter folgten Hirate auf Platz 19, Risatti auf Platz 28 und Hernández auf Platz 36. In der Teamwertung wurde das Team Zehnter.

### Saison 2008

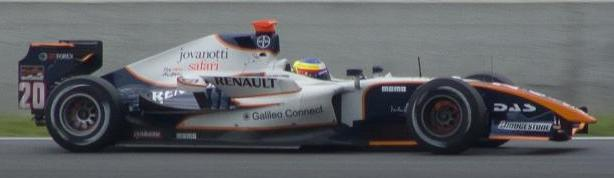
Mike Conway für Trident Racing in Magny-Cours in der GP2-Serie 2008.

2008 ging Trident Racing außerdem in der ersten Saison der GP2-Asia-Serie an den Start. Als Fahrer wurden der Lette Harald Schlegelmilch und der Chinese Ho-Pin Tung verpflichtet. Die beste Teamplatzierung erreichte Schlegelmilch, der in Sachir Fünfter wurde. In der Gesamtwertung belegte Schlegelmilch den 18. und Tung den 21. Platz im Gesamtklassement. Obwohl beide Fahrer Punkte holten, wurde das Team nur 13. und somit letzter in der Gesamtwertung.
In der europäischen GP2-Serie blieb Tung 2008 bei Trident Racing. Als sein Teamkollege wurde der Brite Mike Conway verpflichtet. In Monte Carlo trumpfte Trident Racing erneut auf und holte mit Conway auf Platz eins und Tung auf Platz zwei den ersten Doppelsieg für Trident Racing. Im weiteren Saisonverlauf blieben die Piloten zumeist unauffällig. In der Gesamtwertung wurde Conway zwölfter, Tung 18. und das Trident Racing belegte in der Teamwertung den neunten Gesamtrang.

### Saison 2009
Trident Racing startete erneut in der GP2-Asia-Serie. In der Saison 2008/09 setzte das Team mit Frankie Provenzano, Giacomo Ricci, Davide Rigon, Ricardo Teixeira, Alberto Valerio, Adrián Vallés und Chris van der Drift insgesamt sieben Piloten ein. Mit Rigon holte das Team beim letzten Rennen in Sachir mit einem dritten Platz die beste Saisonplatzierung. In der Gesamtwertung belegte Rigon den 17. Platz, van der Drift wurde 18. Die anderen Trident-Piloten fuhren keine Punkte ein. In der Teamwertung wurde Trident Racing Neunter.
In der europäischen GP2-Serie geht Trident Racing 2009 mit Teixeira und Rigon an den Start.

### Saison 2010
2010 ging Trident Racing in der europäischen GP2-Serie 2010 mit Johnny Cecotto jr., Adrian Zaugg, Edoardo Piscopo und Federico Leo an den Start. Mit 14 Punkten und einem Podestplatz von Zaugg belegte Trident den vorletzten Platz in der Teamwertung.

### Saison 2011
Trident startete 2011 in der europäischen GP2-Serie 2011 mit Rodolfo González, Stefano Coletti und Stéphane Richelmi an den Start. Dank zwei Rennsiegen von Stefano Coletti konnte er den 11. Platz in der Gesamtwertung erzielen. Insgesamt sammelte das Team 22 Punkte und die Saison wurde auf dem achten Platz in der Wertung der Konstrukteure abgeschlossen.

### Saison 2012
Im Jahr 2012 startete Trident mit Stéphane Richelmi und Julian Leal. Das beste Einzelergebnis erzielte Richelmi mit einem dritten Platz in Deutschland. Insgesamt konnte das Team 34 Punkte und den zehnten Platz in der Meisterschaft erzielen.

### Saison 2013
Trident startete 2013 mit Nathanaël Berthon, Kevin Ceccon, Ricardo Teixeira, Sergio Campana und Gianmarco Raimond. Mit einem Rennsieg von Berthon und 49 Punkten schloss Trident die Saison auf dem 11. Konstrukteursrang ab.

### Saison 2014
2014 fuhren Axcil Jefferies, Sergio Canamasas und wie bereits 2010 Johnny Cecotto jr für Trident Racing in der GP2-Serie. Nach zuletzt eher weniger erfolgreichen Jahren konnte das Team dank mehreren Podestplätzen. darunter zwei Siegen, 169 Punkte und damit den sechsten Platz in der Teamwertung erreichen. Cecotto, welcher 140 Punkte erzielte, erreichte den fünften Platz in der Gesamtwertung.

### Saison 2015
In der Saison 2015 starteten Raffaele Marciello, René Binder, Gustav Malja, Daniël de Jong und erneut Johnny Cecotto jr für Trident. Mit 111 Punkten erreichte das Team den 7. Rang in der Teamwertung.

### Saison 2016
2016 starteten Philo Paz Armand und Luca Ghiotto für das italienische Team in der GP2-Serie. Die Saison konnte das Team auf dem achten Platz und 111 Punkten abschließen.

### Saison 2017
Die Saison 2017, der inzwischen als FIA-Formel-2-Meisterschaft genannten FIA-Meisterschaft, wurde mit Nabil Jeffri, Santino Ferrucci, Callum Ilott, Raffaele Marciello und Sergio Canamasas bestritten. Trident konnte nur neun Punkte erzielen, was den letzten Platz der Teamwertung bedeutete.

### Saison 2018
2018 startete Arjun Maini, Santino Ferrucci und Alessio Lorand für Trident. Das Team konnte mit 35 Punkten erneut nur den letzten Platz in der Konstrukteurswertung erzielen.

### Saison 2019
In der Saison 2019 fuhren Giuliano Alesi, der Sohn des ehemaligen Formel-1-Rennfahrers Jean Alesi, Ralph Boschung, Ryan Tveter, Dorian Boccolacci und Christian Lundgaard für Trident Racing. Erneut erzielte das italienische Team den letzten Platz in der Teamwertung mit 23 Punkten.

### Saison 2020
Die Saison 2020 bestritt das Team mit Roy Nissany und Marino Satō. Mit sechs Punkten erreichte Trident den elften und letzten Platz in der Konstrukteurswertung.

### Saison 2021
In der Saison starteten Bent Viscaal und erneut Marino Sato für das Team in der FIA-Formel-2-Meisterschaft. Die größten Einzelerfolge konnte Viscaal mit einem zweiten Platz in Italien und Saudi-Arabien erzielen. Mit insgesamt 35 Punkten belegte Trident Racing den neunten Platz in der Konstrukteurswertung.